# Ben Paulsen
Benjamin Michael Paulsen (né le 27 octobre 1987 à Plymouth, Wisconsin, États-Unis) est un joueur de premier but et voltigeur de la Ligue majeure de baseball.

## Carrière
Joueur des Tigers de l'université de Clemson, Ben Paulsen est un choix de troisième ronde des Rockies du Colorado en 2009. Il fait ses débuts dans le baseball majeur avec les Rockies le 21 juillet 2014 et, à son premier match, réussit son premier coup sûr au plus haut niveau contre le lanceur Doug Fister des Nationals de Washington.